# Blow (Kesha)
Blow è un brano musicale della cantante statunitense Kesha, estratto come secondo singolo dal suo EP Cannibal. Il singolo è stato inviato alle radio statunitensi l'8 febbraio 2011, ma era già stato pubblicato prima della messa in commercio di Cannibal il 12 novembre 2010 come singolo promozionale dall'etichetta discografica RCA. La canzone è entrata alla posizione numero 97 nella classifica statunitense nella settimana del 4 dicembre 2010 grazie alle vendite digitali. Blow è un brano elettropop il cui testo parla di una festa, nella quale la cantante desidera solo divertirsi. Il brano è stato incluso nel telefilm Victorious, dove Kesha canta la canzone in un episodio.

## Scrittura
Blow è stato scritto dalla stessa Kesha insieme a Klas Åhlund, Dr. Luke, Allan Grigg, Benjamin Levin e Max Martin. Secondo la cantante, il verso "We're taking over" è rappresentativo di se stessa e dei suoi fans, come lei ha spiegato in un'intervista con Beatweek Magazine: "È bellissimo il "We're taking over" perché io e i miei fans abbiamo introdotto un culto. Siamo pesci fuor d'acqua, ma ci siamo uniti assieme e stiamo facendo una rivoluzione. Stiamo prendendo il controllo. Perciò ho scelto di inserirlo qui".
Blow è un brano elettropop ed dance-pop che usa un ritmo infuso da un sintetizzatore come sostegno. Il brano si apre con una sinistra risata seguita da un ordine a ballare. Appena esplode il ritornello, la voce di Kesha si trasforma in un "balbettio" Auto-Tune che ripete quattro volte la frase "This place about to blow" su un ritmo elettronico. Segue il bridge, in cui il ritmo si altera e Kesha canta in stile rap rivolta ai presenti: "Go insane, go insane / Throw some glitter / Make it rain on 'em / Let me see them hands." Il testo di Blow comunica un messaggio semplice, descritto come un inno alla festa, cioè quello di ridere e divertirsi a un party.

## Video
Il video musicale di Blow fu diretto da Chris Marrs Piliero e presentato il 25 febbraio 2011. Il regista mise in scena un aspetto mitologico. «Kesha è alla ricerca di qualcosa di diverso, e ho fatto scorrere nella mia testa l'idea degli unicorni.»
Kesha sta colloquiando con due unicorni quando vede avvicinarsi l'attore James Van Der Beek che si fa strada tra le file di unicorni che ballano in una festa. Kesha bacia allora uno degli invitati con il viso da unicorno per ingelosirlo. Indispettito, l'uomo getta via la giacca e Kesha infila la mano sotto il suo abito e si sfila via il reggiseno. James a sua volta getta via un reggiseno. Poi s'avvicinano e la popstar lo invita a ballare con lei. Il ritornello risuona e s'accende una sparatoria furibonda in cui Kesha e Van Der Beeck s'affrontano sparandosi proiettili rossi che schizzano qua e là per la sala trafiggendo gli unicorni che emettono raggi color arcobaleno. James viene ferito nella lotta e cade a terra, e la cantante lo finisce con un colpo di pistola.
Un'inquadratura ravvicinata mostra la testa dell'attore appesa a un muro con l'iscrizione James Van Der Dead e Kesha che ride istericamente con alcuni unicorni.

## Classifiche
| Classifica (2011) | Posizione massima |
| ----------------- | ----------------- |
| Australia         | 10                |
| Austria           | 22                |
| Belgio (Fiandre)  | 54                |
| Belgio (Vallonia) | 56                |
| Canada            | 12                |
| Germania          | 39                |
| Irlanda           | 28                |
| Nuova Zelanda     | 8                 |
| Regno Unito       | 32                |
| Repubblica Ceca   | 36                |
| Slovacchia        | 6                 |
| Stati Uniti       | 7                 |

### Classifiche di fine anno
| Classifica (2011) | Posizione |
| ----------------- | --------- |
| Australia         | 77        |
| Canada            | 57        |
| Stati Uniti       | 33        |